# ナイロ・キンタナ
ナイロ・アレクサンデル・キンタナ・ロハス（Nairo Alexander Quintana Rojas、1990年2月4日 - ）は、コロンビア、ボヤカ県、トゥンハ出身の自転車競技（ロードレース）選手。

## 来歴

### 2009年
- ボヤカ・エス・パラ・ビビルラと契約。
- コロンビア選手権 U23部門・個人タイムトライアル(ITT) 優勝

### 2010年
- カフェ・デ・コロンビア - コロンビア・エス・パシオンに移籍。
- ツール・ド・ラヴニール 総合優勝、区間2勝(第5、7)

### 2011年
- シルクイト・デ・コンビタ 総合優勝
- カタルーニャ一周 山岳賞

### 2012年
- モビスター・チームに移籍
- ブエルタ・ア・ムルシア 総合優勝

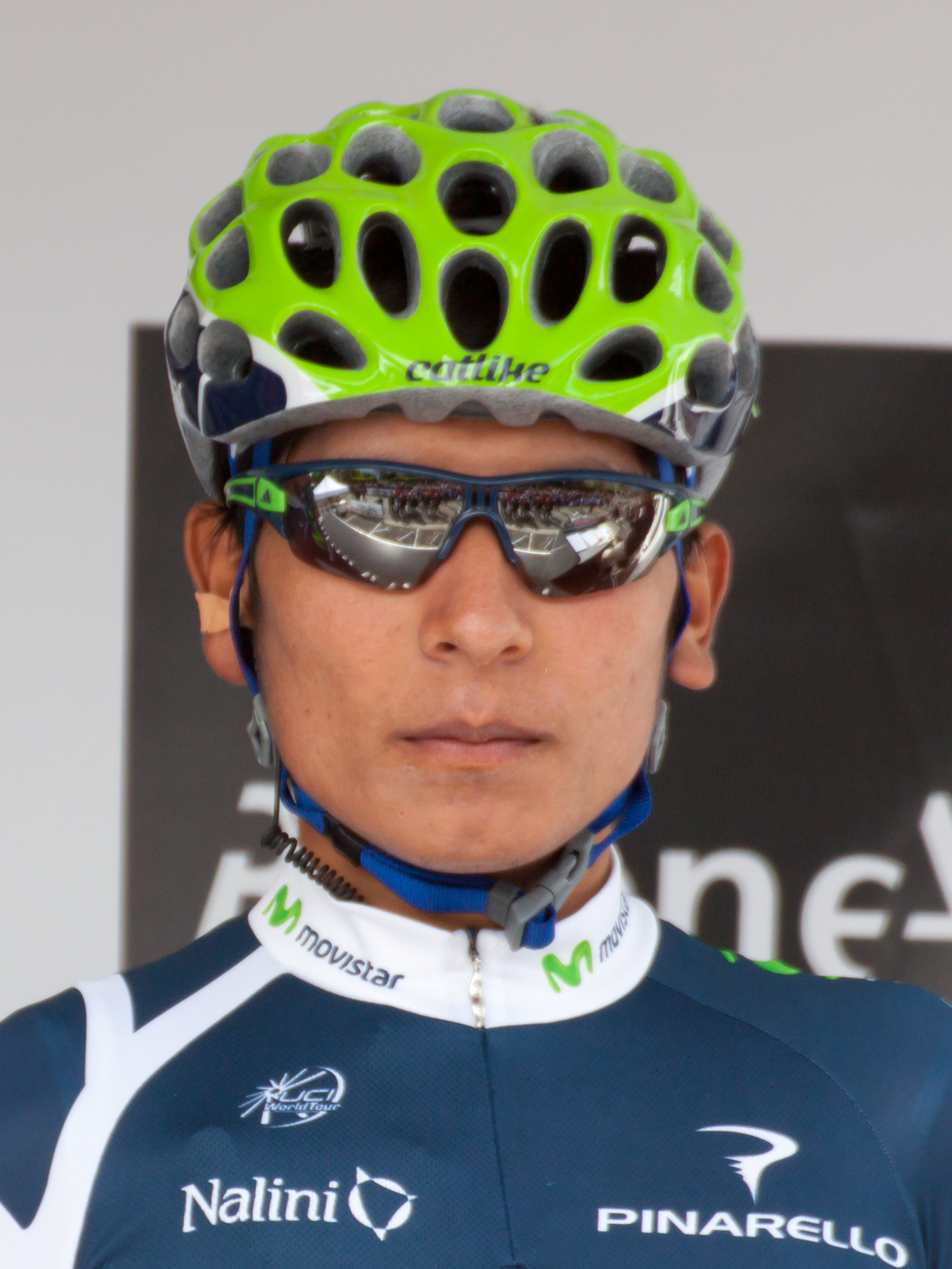
クリテリウム・デュ・ドフィネ2012にて

- クリテリウム・デュ・ドフィネ 区間1勝(第6)
- ルート・デュ・スュド 総合優勝
- ジロ・デッレミリア 優勝
- ブエルタ・ア・ラ・コムニタ・デ・マドリード 新人賞

### 2013年

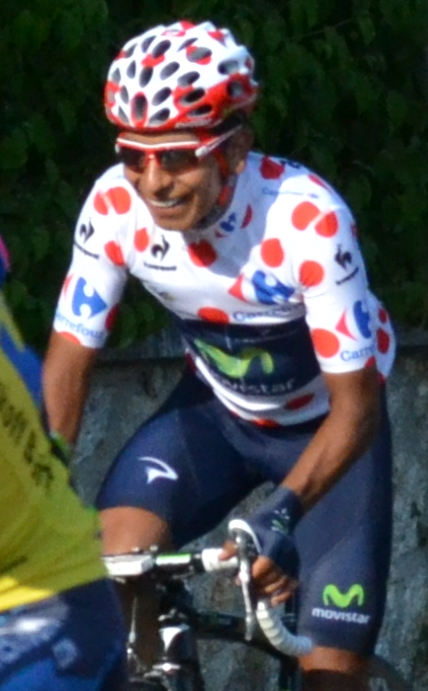
ツール・ド・フランス2013にて

- カタルーニャ一周
  - 区間1勝(第3)
  - 総合4位
- バスク一周
  - 総合優勝
  - ポイント賞
  - 区間1勝(第4)
- ツール・ド・フランス
  - 総合2位
  - 第20ステージ 優勝
  - 新人賞
  - 山岳賞
- ブエルタ・ア・ブルゴス 総合優勝

### 2014年

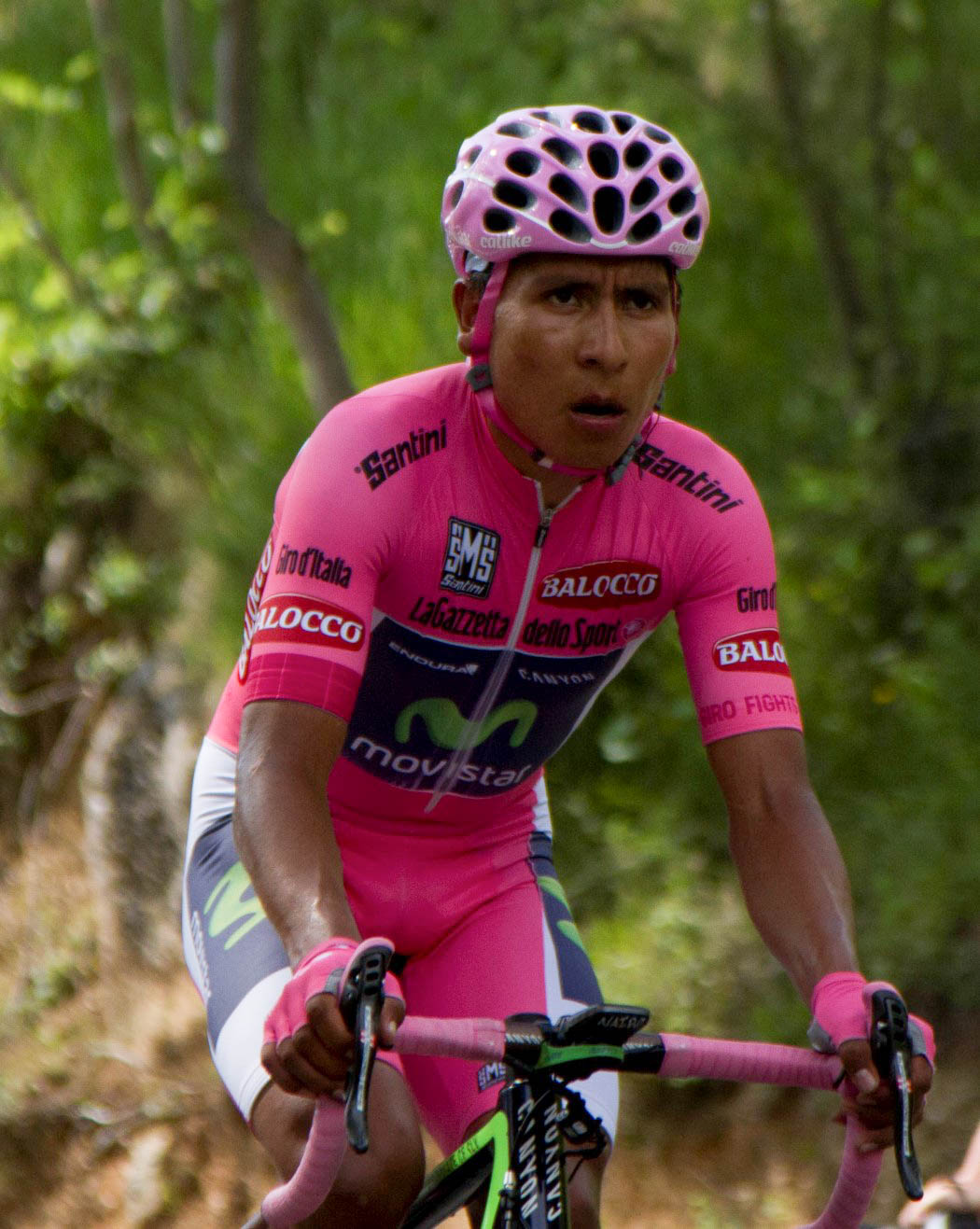
ジロ・デ・イタリア2014にて

- ツール・ド・サンルイス
  - 総合優勝
  - 山岳賞
  - 区間1勝(第4)
- ジロ・デ・イタリア
  - 総合優勝
  - 新人賞
  - 区間2勝(第16、19)
- コロンビア人として初めてジロで総合優勝。
- ブエルタ・ア・ブルゴス 総合優勝、山岳賞

### 2015年
- ティレーノ～アドリアティコ　
  - 総合優勝
  - 区間1勝（第5ステージ）
- ツール・ド・フランス
  - 総合2位
  - 新人賞

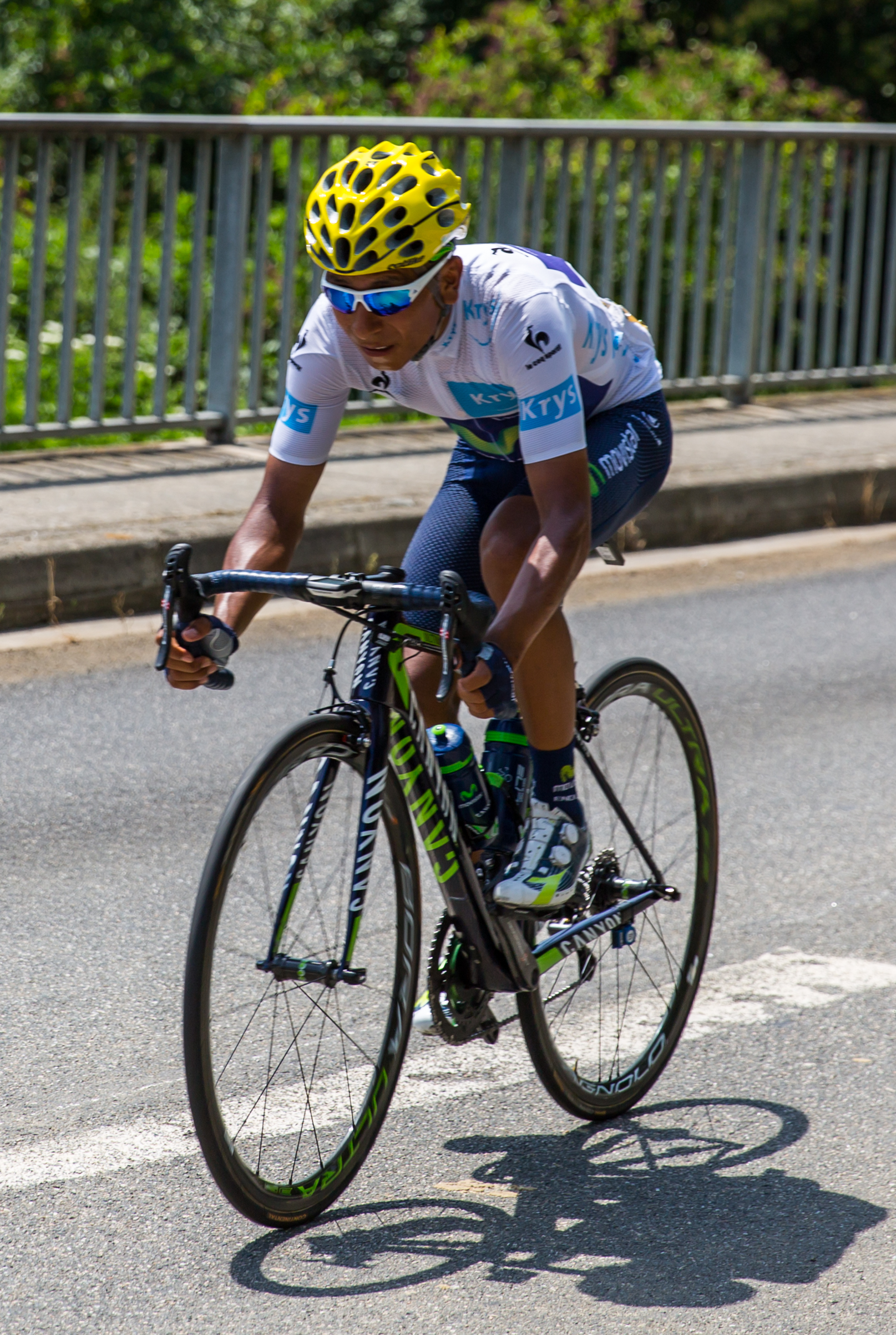
ツール・ド・フランス2015にて

  - 戦前よりヴィンチェンツォ・ニバリ、クリス・フルーム、アルベルト・コンタドールと共に4強の一角として見られていたが、平坦の第2ステージで横風分断の影響を受けフルームから1分28秒差を開けられてしまう。最初の上級山岳ステージだった第10ステージでフルームの独走を許し、総合3分9秒差に開いた。しかし第3週・アルプスでの第19ステージでは逆にフルームからリードを奪い、第20ステージでもラルプ・デュエズの上りでフルームを突き放した。しかしながら総合逆転には至らず1分12秒差の2位。結果的に第2ステージでの差が左右することとなった。それでも新人賞争いではロメン・バルデを14分以上放す圧勝であった。
- ブエルタ・ア・エスパーニャ
  - 総合4位

### 2016年
- ツール・ド・サンルイス 総合3位
- カタルーニャ一周 総合優勝
- バスク一周 総合3位
- ツール・ド・ロマンディ 総合優勝
- ツール・ド・フランス 総合3位
- ブエルタ・ア・エスパーニャ　
  - 総合優勝
  - 複合賞
  - 区間1勝（第10ステージ）

### 2017年

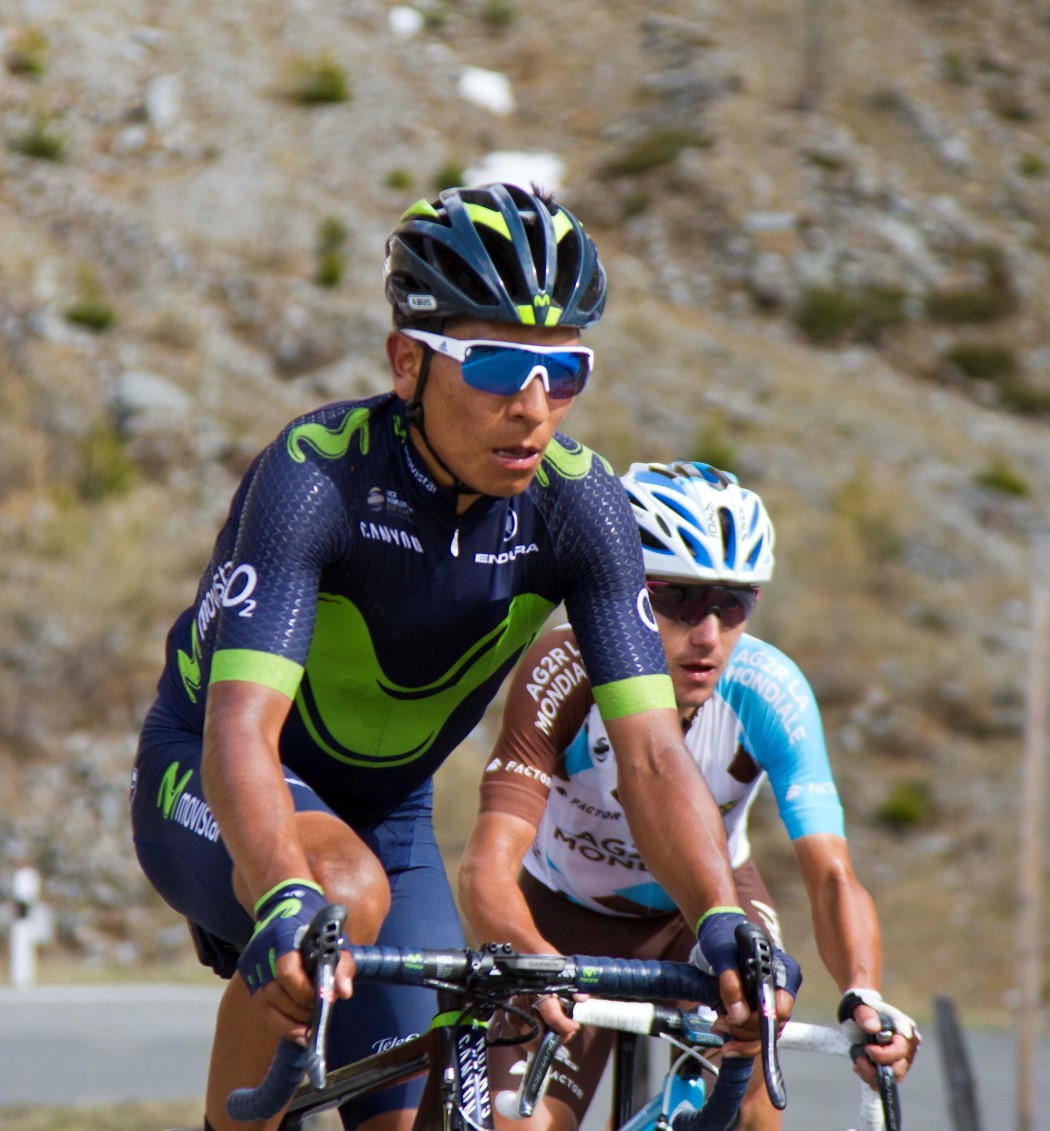
ジロ・デ・イタリア2017にて

- ボルタ・ア・ラ・コムニタ・バレンシアナ　総合優勝（第4ステージ優勝）
- ティレーノ～アドリアティコ　総合優勝（第4ステージ優勝）
- ブエルタ・ア・アストゥリアス　区間優勝（第2ステージ）
- ジロ・デ・イタリア　総合2位（第9ステージ優勝）
- ツール・ド・フランスでは、ジロの疲れも響き総合12位

### 2018年
- ボルタ・シクリスタ・ア・カタルーニャ　総合2位
- ツール・ド・スイス　総合3位（第7ステージ優勝）
- ツール・ド・フランス　区間優勝（第17ステージ）

### 2019年
- ツアー・コロンビア 　区間優勝（第6ステージ）
- パリ〜ニース　総合2位
- ツール・ド・フランス　区間優勝（第18ステージ）
- ブエルタ・ア・エスパーニャ　区間優勝（第2ステージ）

### 2020年
- アルケア・サムシックに移籍
- ツール・ド・ラ・プロヴァンス　 総合優勝（第3ステージ優勝）
- ツール・デ・アルプ＝マリティーム・ エ・ドゥ・ヴァール　 総合優勝、 ポイント賞（第2ステージ優勝）
- パリ〜ニース　区間優勝（第7ステージ）

### 2021年
- ブエルタ・アストゥリアス・フリオ・アルバレス・メンド  総合優勝、 ポイント賞（第1ステージ優勝）

### 2022年
- ツール・ド・ラ・プロヴァンス  総合優勝、 山岳賞（第3ステージ優勝）
- ツール・デ・ザルプ＝マリティーム・エ・デュ・ヴァール  総合優勝、  ポイント賞、  山岳賞（第3ステージ優勝）
- ツール・ド・フランスでは総合6位の順位で完走したが、ドーピング検査で鎮痛剤のトラマドールが検出された。2022年当時トラマドールは世界アンチ・ドーピング機構では禁止薬物に指定されていなかった[1]が、UCIでは禁止されており、成績は剥奪となった[2]。
- 10月1日にアルケア・サムシックからの退団を発表。11月3日、スポーツ仲裁裁判所は成績剥奪に対するキンタナの異議申し立てを棄却した[3]。

### 2023年
- 10月31日に、2019年まで所属していたモビスター・チームに1年契約で復帰することを発表。

### 2024年
- ジロ・デ・イタリア

### グランツールの総合成績
| グランツール               | 2012 | 2013 | 2014 | 2015 | 2016 | 2017 | 2018 | 2019 | 2020 | 2021 | 2022 |
| -------------------------- | ---- | ---- | ---- | ---- | ---- | ---- | ---- | ---- | ---- | ---- | ---- |
| ジロ・デ・イタリア         | —    | —    | 1    | —    | —    | 2    | —    | —    | —    | —    | —    |
| ツール・ド・フランス       | —    | 2    | —    | 2    | 3    | 12   | 10   | 8    | 17   | 28   | DSQ  |
| ブエルタ・ア・エスパーニャ | 36   | —    | DNF  | 4    | 1    | —    | 8    | 4    | —    | —    |      |